# Acraea mahela
Acraea mahela is een vlinder uit de familie van de Nymphalidae. De wetenschappelijke naam van de soort is voor het eerst gepubliceerd in 1833 door Jean Baptiste Boisduval.
De soort komt voor in bewerkte graslanden en bewoonde gebieden van Madagaskar.